# Добрун (комуна)
Добрун (рум. Dobrun) — комуна у повіті Олт в Румунії. До складу комуни входять такі села (дані про населення за 2002 рік):
- Добрун (656 осіб)
- Кілій (165 осіб)
- Рошієній-Марі (319 осіб)
- Рошієній-Міч (277 осіб)
- Улмет (278 осіб)

Комуна розташована на відстані 151 км на захід від Бухареста, 21 км на південний захід від Слатіни, 32 км на схід від Крайови.

## Населення
За даними перепису населення 2002 року у комуні проживали 3477 осіб.
Національний склад населення комуни:
| Національність | Кількість осіб | Відсоток |
| -------------- | -------------- | -------- |
| румуни         | 3409           | 98,0%    |
| цигани         | 68             | 2,0%     |

Рідною мовою назвали:
| Мова      | Кількість осіб | Відсоток |
| --------- | -------------- | -------- |
| румунська | 3451           | 99,3%    |
| циганська | 26             | 0,7%     |

Склад населення комуни за віросповіданням:
| Релігія       | Кількість осіб | Відсоток |
| ------------- | -------------- | -------- |
| православні   | 3448           | 99,2%    |
| бретрени      | 20             | 0,6%     |
| п'ятдесятники | 7              | 0,2%     |
| адвентисти    | 2              | 0,1%     |